# Meconopsis
Genre
Classification phylogénétique
Meconopsis est un genre de plantes à fleurs de la famille des Papaveraceae. Ce sont des plantes vivaces originaires de l'Himalaya et des montagnes de l'extrême ouest de la Chine.

## Description
Le botaniste français L.G.A. Viguier est le premier à employer ce terme et à décrire ce genre dans sa thèse Histoire naturelle, médicale et économique des pavots et des argémones. L'espèce type est Meconopsis cambrica. Toutes les autres espèces, une cinquantaine, sont originaires de l'Himalaya et des montagnes de l'extrême ouest de la Chine. 

## Liste d'espèces en image
| Espèce                                                               | Photo                    | Répartition                                          | Description                                                   |
| Meconopsis aculeata                                                  |                          | Ouest de l'Himalaya espèce en danger de disparition. | Grandes fleurs bleues en épi.                                 |
| Meconopsis betonicifolia Meconopsis baileyi Pavot bleu de l'Himalaya | Meconopsis betonicifolia | Tibet, cultivée à des fins ornementales              | Grandes fleurs bleues ou violettes, de 1 m à 1,5 m de hauteur |
| Meconopsis cambrica Pavot du Pays de Galles                          | Meconopsis cambrica      | Pyrénées, Auvergne-Limousin, Pays de Galles          | Fleurs jaunes.                                                |
| Meconopsis chelidonifolia                                            |                          | Sichuan                                              | Fleurs jaunes                                                 |
| Meconopsis grandis                                                   | Meconopsis grandis       |                                                      |                                                               |
| Meconopsis henrici                                                   |                          | Nord-ouest et ouest du Sichuan                       | Fleurs violettes                                              |
| Meconopsis horridula                                                 | Meconopsis cambrica      | Entre 3600 et 5 400 m, Est de l'Himalaya et Chine.   |                                                               |
| Meconopsis lancifolia                                                |                          |                                                      |                                                               |
| Meconopsis nepalensis                                                | Meconopsis cambrica      |                                                      |                                                               |
| Meconopsis punicia                                                   |                          |                                                      |                                                               |
| Meconopsis quituplinerva                                             |                          |                                                      |                                                               |
| Meconopsis simplicifolia                                             | Meconopsis simplicifolia | Entre 3 500 m et 5 000 m au Népal et Tibet.          |                                                               |

## Liste des espèces
Selon Catalogue of Life (8 juin 2018) :
- Meconopsis aculeata Royle
- Meconopsis argemonantha Prain
- Meconopsis autumnalis P.A.Egan
- Meconopsis baileyi
- Meconopsis balangensis Tosh.Yoshida, H.Sun & Boufford
- Meconopsis barbiseta C. Y. Wu & H. Chuang
- Meconopsis bella
- Meconopsis betonicifolia Franch.
- Meconopsis bhutanica Tosh.Yoshida & Grey-Wilson
- Meconopsis bijiangensis
- Meconopsis biloba L.Z.An, Shu Y.Chen & Y.S.Lian
- Meconopsis bulbilifera Tosh.Yoshida, H.Sun & Grey-Wilson
- Meconopsis chankheliensis Grey-Wilson
- Meconopsis chelidonifolia Bureau & Franch.
- Meconopsis concinna Prain
- Meconopsis cookei G.Taylor
- Meconopsis delavayi (Franch.) Franch. ex Prain
- Meconopsis dhwojii G. Taylor ex Hay
- Meconopsis discigera Prain
- Meconopsis elongata Tosh.Yoshida, Yangzom & D.G.Long
- Meconopsis exilis Tosh.Yoshida, H.Sun & Grey-Wilson
- Meconopsis florindae F. K. Ward
- Meconopsis forrestii Prain
- Meconopsis ganeshensis Grey-Wilson
- Meconopsis georgei G. Taylor
- Meconopsis gracilipes G. Taylor
- Meconopsis grandis
- Meconopsis harleyana G.Taylor
- Meconopsis henrici Bureau & Franch.
- Meconopsis heterandra Tosh.Yoshida, H.Sun & Boufford
- Meconopsis horridula
- Meconopsis impedita
- Meconopsis integrifolia
- Meconopsis kongboensis Grey-Wilson
- Meconopsis lamjungensis Tosh.Yoshida, H.Sun & Grey-Wilson
- Meconopsis lancifolia
- Meconopsis latifolia Prain
- Meconopsis lhasaensis Grey-Wilson
- Meconopsis lijiangensis (Grey-Wilson) Grey-Wilson
- Meconopsis ludlowii Grey-Wilson
- Meconopsis lyrata (Cummins & Prain) Fedde ex Prain
- Meconopsis manasluensis P.A.Egan
- Meconopsis muscicola Tosh.Yoshida, H.Sun & Boufford
- Meconopsis neglecta G. Taylor
- Meconopsis oliveriana Franch. ex Prain
- Meconopsis paniculata
- Meconopsis pinnatifolia C.Y. Wu & X. Zhuang
- Meconopsis primulina Prain
- Meconopsis pseudohorridula C.Y. Wu & H. Chuang
- Meconopsis pseudointegrifolia
- Meconopsis pseudovenusta G. Taylor
- Meconopsis pulchella Tosh.Yoshida, H.Sun & Boufford
- Meconopsis punicea Maxim.
- Meconopsis quintuplinervia Regel
- Meconopsis racemosa Maxim.
- Meconopsis rebeccae H.S. Debnath & M.P. Nayar
- Meconopsis regia G. Taylor
- Meconopsis robusta Hook. fil. & Thoms.
- Meconopsis rudis (Prain) Prain
- Meconopsis sherriffii G. Taylor
- Meconopsis simikotensis Grey-Wilson
- Meconopsis simplicifolia
- Meconopsis sinomaculata Grey-Wilson
- Meconopsis sinuata Prain
- Meconopsis smithiana (Hand.-Mazz.) G. Taylor ex Hand.Mazz.
- Meconopsis speciosa
- Meconopsis staintonii Grey-Wilson
- Meconopsis sulphurea
- Meconopsis superba King ex Prain
- Meconopsis taylorii L. H. J. Williams
- Meconopsis tibetana Grey-Wilson
- Meconopsis torquata Prain
- Meconopsis venusta Prain
- Meconopsis villosa (Hook. fil.) G. Taylor
- Meconopsis violacea F. K. Ward
- Meconopsis wilsonii
- Meconopsis wumungensis K.M. Feng
- Meconopsis xiangchengensis R.Li & Z.L.Dao
- Meconopsis yaoshanensis Tosh.Yoshida, H.Sun & Boufford
- Meconopsis zangnanensis L.H. Zhou
- Meconopsis zhongdianensis Grey-Wilson

Selon GRIN (7 août 2014) :
- Meconopsis aculeata Royle
- Meconopsis betonicifolia Franch.
- Meconopsis cambrica (L.) Vig.
- Meconopsis concinna Prain
- Meconopsis delavayi (Franch.) Franch. ex Prain
- Meconopsis dhwojii G. Taylor ex Hay
- Meconopsis discigera Prain
- Meconopsis forrestii Prain
- Meconopsis grandis Prain
- Meconopsis henrici Bureau & Franch.
- Meconopsis horridula Hook. f. & Thomson
- Meconopsis impedita Prain
- Meconopsis integrifolia (Maxim.) Franch.
- Meconopsis lancifolia (Franch.) Franch. ex Prain
- Meconopsis lyrata (H. A. Cummins & Prain) Fedde ex Prain
- Meconopsis napaulensis DC.
- Meconopsis paniculata Prain
- Meconopsis primulina Prain
- Meconopsis punicea Maxim.
- Meconopsis regia G. Taylor
- Meconopsis ×sheldonii G. Taylor
- Meconopsis simplicifolia (D. Don) Walp.
- Meconopsis sinuata Prain
- Meconopsis speciosa Prain
- Meconopsis venusta Prain

Selon The Plant List (7 août 2014) :
- Meconopsis aculeata Royle
- Meconopsis argemonantha Prain
- Meconopsis barbiseta C.Y. Wu & H. Chuang ex L.H. Zhou
- Meconopsis bella Prain
- Meconopsis betonicifolia Franch.
- Meconopsis chelidonifolia Bureau & Franch.
- Meconopsis concinna Prain
- Meconopsis delavayi (Franch.) Franch. ex Prain
- Meconopsis discigera Prain
- Meconopsis florindae Kingdon-Ward
- Meconopsis forrestii Prain
- Meconopsis georgei G. Taylor
- Meconopsis gracilipes G. Taylor
- Meconopsis grandis Prain
- Meconopsis henrici Bureau & Franch.
- Meconopsis horridula Hook. f. & Thomson
- Meconopsis impedita Prain
- Meconopsis integrifolia (Maxim.) Franch.
- Meconopsis lancifolia (Franch.) Franch. ex Prain
- Meconopsis latifolia (Prain) Prain
- Meconopsis lyrata (H.A. Cummins & Prain) Fedde ex Prain
- Meconopsis oliveriana Franch. & Prain ex Prain
- Meconopsis paniculata (D. Don) Prain
- Meconopsis pinnatifolia C.Y. Wu & H. Chuang ex L.H. Zhou
- Meconopsis prattii (Prain) Prain
- Meconopsis primulina Prain
- Meconopsis pseudohorridula C.Y. Wu & H. Chuang
- Meconopsis pseudointegrifolia Prain
- Meconopsis pseudovenusta G. Taylor
- Meconopsis punicea Maxim.
- Meconopsis quintuplinervia Regel
- Meconopsis racemosa Maxim.
- Meconopsis rudis (Prain) Prain
- Meconopsis simplicifolia (D. Don) Walp.
- Meconopsis sinomaculata Grey-Wilson
- Meconopsis smithiana (Hand.-Mazz.) G. Taylor ex Hand.-Mazz.
- Meconopsis speciosa Prain
- Meconopsis superba King ex Prain
- Meconopsis tibetica Grey-Wilson
- Meconopsis torquata Prain
- Meconopsis venusta Prain
- Meconopsis violacea Kingdon-Ward
- Meconopsis wilsonii Grey-Wilson
- Meconopsis wumungensis K.M. Feng & H. Chuang
- Meconopsis zangnanensis L.H. Zhou

Selon Tropicos (7 août 2014) (Attention liste brute contenant possiblement des synonymes) :
- Meconopsis aculeata Royle
- Meconopsis argemonantha Prain
- Meconopsis baileyi Prain
- Meconopsis balangensis T. Yoshida, H. Sun & Boufford
- Meconopsis barbiseta C.Y. Wu & H. Chuang ex L.H. Zhou
- Meconopsis bella Prain
- Meconopsis betonicifolia Franch.
- Meconopsis bijiangensis H. Ohba, To. Yoshida & H. Sun
- Meconopsis biloba L.Z. An, Chen, Shu-Yan & Y.S. Lian
- Meconopsis brevistyla (Prain) Kingdon-Ward
- Meconopsis calciphila Kingdon-Ward
- Meconopsis cambrica Vig.
- Meconopsis castanea H. Ohba, To. Yoshida & H. Sun
- Meconopsis cawdoriana Kingdon-Ward
- Meconopsis chelidonifolia Bureau & Franch.
- Meconopsis compta Prain
- Meconopsis concinna Prain
- Meconopsis crassifolia Benth.
- Meconopsis delavayi (Franch.) Franch. ex Prain
- Meconopsis discigera Prain
- Meconopsis eximia Prain
- Meconopsis florindae Kingdon-Ward
- Meconopsis forrestii Prain
- Meconopsis georgei G. Taylor
- Meconopsis gracilipes G. Taylor
- Meconopsis grandis Prain
- Meconopsis henrici Bureau & Franch.
- Meconopsis heterandra To. Yoshida, H. Sun & Boufford
- Meconopsis heterophylla Benth.
- Meconopsis horridula Hook. f. & Thomson
- Meconopsis impedita Prain
- Meconopsis integrifolia (Maxim.) Franch.
- Meconopsis lancifolia (Franch.) Franch. ex Prain
- Meconopsis latifolia (Prain) Prain
- Meconopsis leonticifolia Hand.-Mazz.
- Meconopsis lepida Prain
- Meconopsis lyrata (H.A. Cummins & Prain) Fedde ex Prain
- Meconopsis napaulensis DC.
- Meconopsis nyingchiensis L.H. Zhou
- Meconopsis oliveriana Franch. & Prain ex Prain
- Meconopsis ouvrardiana Hand.-Mazz.
- Meconopsis paniculata (D. Don) Prain
- Meconopsis pinnatifolia C.Y. Wu & H. Chuang ex L.H. Zhou
- Meconopsis polygonoides (Prain) Prain
- Meconopsis prainiana Kingdon-Ward
- Meconopsis prattii (Prain) Prain
- Meconopsis primulina Prain
- Meconopsis pseudohorridula C.Y. Wu & H. Chuang
- Meconopsis pseudointegrifolia Prain
- Meconopsis pseudovenusta G. Taylor
- Meconopsis psilonomma Farrer
- Meconopsis pulchella To. Yoshida, H. Sun & Boufford
- Meconopsis punicea Maxim.
- Meconopsis quintuplinervia Regel
- Meconopsis racemosa Maxim.
- Meconopsis regia G. Taylor
- Meconopsis rudis (Prain) Prain
- Meconopsis simplicifolia (D. Don) Walp.
- Meconopsis sinomaculata Grey-Wilson
- Meconopsis smithiana (Hand.-Mazz.) G. Taylor ex Hand.-Mazz.
- Meconopsis speciosa Prain
- Meconopsis superba King ex Prain
- Meconopsis tibetica Grey-Wilson
- Meconopsis torquata Prain
- Meconopsis venusta Prain
- Meconopsis violacea Kingdon-Ward
- Meconopsis wallichii Hook.
- Meconopsis wilsonii Grey-Wilson
- Meconopsis wumungensis K.M. Feng & H. Chuang
- Meconopsis zangnanensis L.H. Zhou